# Хепберн-Мерфи, Рашиан
Рашиан Маркус Амари Хепберн-Мерфи (англ. Rushian Marcus Amari Hepburn-Murphy; род. 28 августа 1998, Бирмингем) — английский футболист, нападающий клуба «Суиндон Таун».

## Клубная карьера
Рашиан является воспитанником «Виллы». В сезоне 2014/2015 стал подтягиваться к основной команде. 14 марта 2015 года он дебютировал в английской премьер-лиге в поединке против «Сандерленда», заменив на 83-й минуте Кристиана Бентеке. Он стал вторым среди самых молодых игроков «Астон Виллы», принимавших участие в английском чемпионате. На тот момент ему было 16 лет и 176 дней.
В сезоне 2015/2016 Рашиан не смог стать игроком основного состава, также появившись лишь в одном поединке.

## Карьера в сборной
В 2013 году Рашиан призывался в юношеские сборные Англии до 16 и 17 лет. В 2015 году принимал участие в чемпионате мира среди юношей до 17 лет, единственный раз выйдя на поле против сверстников из Бразилии.